# Rio Piusa
O rio Piusa (em russo:  Пиуза, Пимжа) é um rio do sudeste da Estônia, com seus últimos 14 quilômetros no oblast de Pskov, Rússia, onde deságua no Lago Peipus. Por 17 km, próximo a Pechory, o Piusa faz a fronteira entre a Estônia e a Rússia.
O Piusa possui a maior queda d'água dos rios da Estônia (214 metros).